# Reina (Nachtclub)

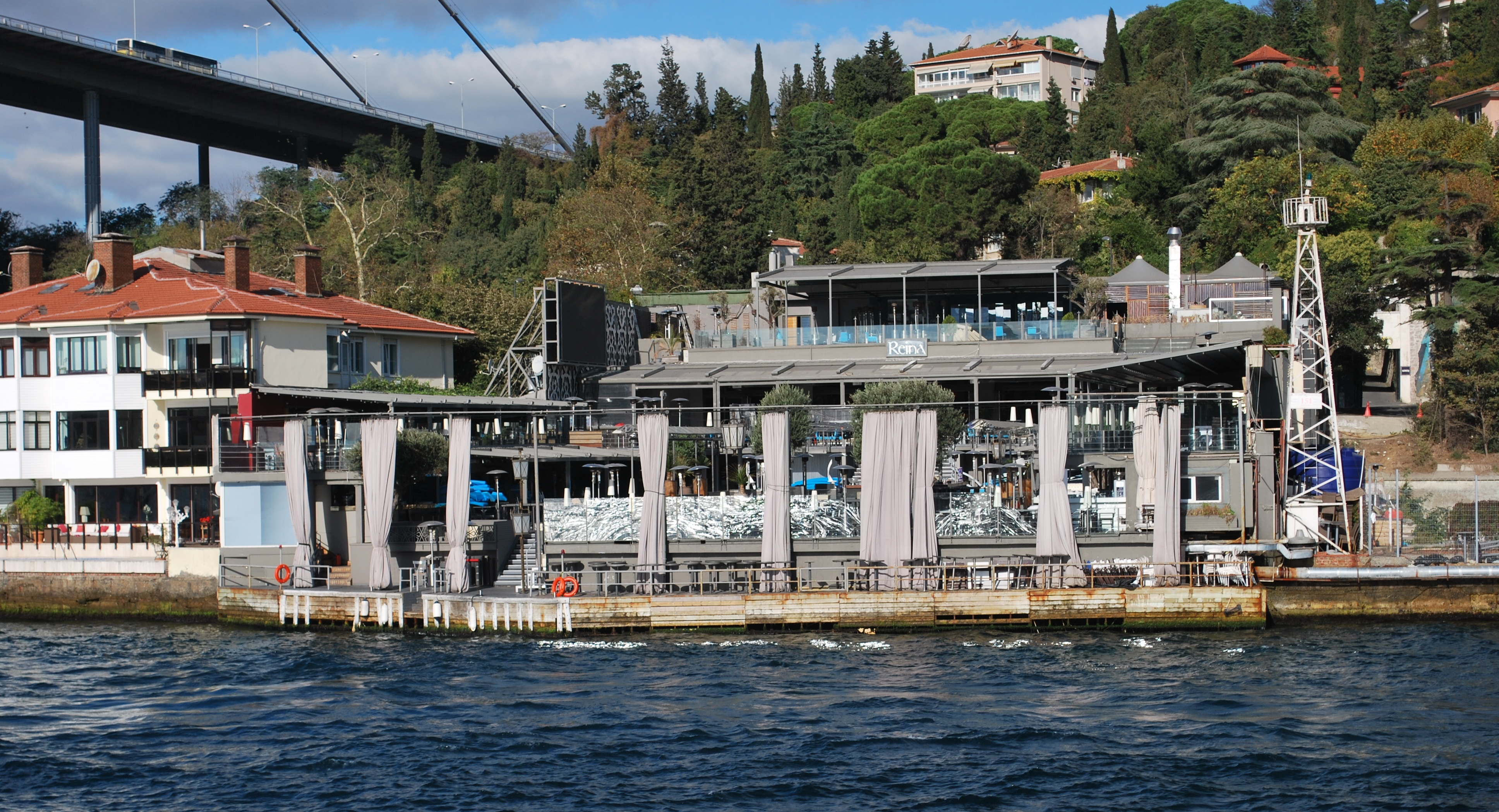
Nachtclub Reina (Oktober 2012)

Reina war einer der bekanntesten Nachtclubs in Ortaköy, einem Stadtviertel von Beşiktaş, auf der europäischen Seite von Istanbul. Das Club-Areal liegt fast unterhalb der Brücke der Märtyrer des 15. Juli, direkt am Bosporus, mit clubeigenem Bootsanleger. Eröffnet wurde der Betrieb 2002. Besitzer ist die Su Entertainment Group des Unternehmers Mehmet Koçarslan.
Laut Süddeutsche Zeitung symbolisierte der Club “Reichtum, Luxus und Dekadenz” und war angesagteste Adresse in Istanbuls Nachtleben. Er war Treffpunkt des türkischen Jetsets, von Prominenten sowie zahlungskräftigen ausländischen Touristen. Der Club war für horrende Preise bekannt. Er verfügte über mehrere Restaurants (die Küche galt als eine der besten Istanbuls), Tanzflächen, darunter eine Openair-Tanzfläche mit Platz für bis zu 2.500 Personen, und eine zentrale Bar. Im Reina legten in Istanbul bekannte DJs auf. Ufuk Akyıldız, ein international in der House-Szene bekannter DJ, war Resident-DJ des Reina. Auf den zwei Dancefloors des Reina wurden House, Hip-Hop und moderner Orient-Sound gespielt. Die eigentlichen Partys im Club begannen erst nach Mitternacht und endeten in den frühen Morgenstunden.
Dieser Nachtclub war der Anschlagsort des Terroranschlags in Istanbul am 1. Januar 2017. Das Gebäude wurde knapp fünf Monate nach dem Anschlag abgerissen. Verstöße gegen die Bauvorschriften wurden als Grund genannt.

## Reiseführer zum Reina
- Der Baedeker-Reiseführer Istanbul schreibt u. a.: Jeder Promi, der einmal in Istanbul besuchte, war auch hier, von Kevin Costner bis Sting.[3]
- Der Marco Polo Reiseführer Istanbul schreibt u. a.: Im Sommer wird das Reina zum Mittelpunkt des Istanbuler Nachtlebens. Ohne Reservierung kein Einlass.[4]
- Der DuMont Reiseführer Istanbul schreibt u. a.: Istanbuls größte Sommer Freiluftdico am Bosporus versammelt um eine gigantische Tanzfläche am Wasser insgesamt zehn verschiedene Cafes, Restaurants und Bars.[5]